# Tom Hammonds
Tom Edward Hammonds (Fort Walton Beach, Florida, 27 de marzo de 1967) es un exjugador de baloncesto estadounidense que jugó durante 12 temporadas en la NBA. Con 2,05 metros de altura, lo hacía en la posición de ala-pívot.

## Trayectoria deportiva

### Universidad
Tras participar en 1985 en el prestigioso McDonald's All-American Team, jugó durante cuatro temporadas con los Yellow Jackets del Instituto Tecnológico de Georgia, en las que promedió 16,9 puntos y 7,2 rebotes por partido. Es el quinto máximo anotador y sexto reboteador de la historia de su universidad. En sus dos últimas temporadas fue incluido en el mejor quinteto de la Atlantic Coast Conference.

### Profesional
Fue elegido en la novena posición del Draft de la NBA de 1989 por Washington Bullets, donde jugó 3 temporadas. En la última de ellas, la 1991-92, estaba realizando sus mejores partidos como profesional, promediando 11,9 puntos y 5,0 rebotes, hasta que una lesión el mes de febrero le hizo acabar la temporada prematuramente. Su mejor partido lo jugó ante New York Knicks, en el cual anotó 31 puntos, cogió 6 rebotes y robó 3 balones.
Al año siguiente fue traspasado a Charlotte Hornets a cambio de Rex Chapman, pero solo jugó 19 partidos antes de ser cortado. Se convirtió en agente libre, fichando por Denver Nuggets, donde se dedicó a dar minutos de descanso al titular LaPhonso Ellis. Allí permaneció 5 años, hasta que al final de la temporada 1996-97 la franquicia renunció a sus derechos. Fichó entonces por Minnesota Timberwolves, con los que jugó sus últimos cuatro años como profesional. En el total de su carrera promedió 5,3 puntos y 3,3 rebotes por partido.

### Selección nacional
En 1986 formó parte de la Selección de baloncesto de Estados Unidos que ganó la medalla de oro en los Campeonatos Mundiales de Baloncesto que se celebraron en España.

## Estadísticas de su carrera en la NBA

### Temporada regular
| Temp.   | Edad | Equipo     | Liga | P   | TIT | MIN  | TC  | TCA  | %TC  | 3P  | 3PA | %3P  | TL  | TLA | %TL  | R.OF. | R.DEF. | REB | ASIS | ROB | TAP | PER | FP  | PTS  |
| 1989-90 | 22   | Washington | NBA  | 61  | 8   | 13.2 | 2.1 | 4.8  | .437 | 0.0 | 0.0 | .000 | 1.0 | 1.6 | .643 | 1.0   | 1.8    | 2.8 | 0.8  | 0.2 | 0.2 | 0.8 | 1.6 | 5.3  |
| 1990-91 | 23   | Washington | NBA  | 70  | 7   | 14.6 | 2.2 | 4.8  | .461 | 0.0 | 0.1 | .000 | 0.8 | 1.1 | .722 | 0.8   | 2.1    | 2.9 | 0.6  | 0.2 | 0.1 | 0.8 | 1.5 | 5.2  |
| 1991-92 | 24   | Washington | NBA  | 37  | 19  | 26.6 | 5.3 | 10.8 | .488 | 0.0 | 0.0 | .000 | 1.4 | 2.2 | .610 | 1.3   | 3.7    | 5.0 | 1.0  | 0.6 | 0.4 | 1.6 | 3.2 | 11.9 |
| 1992-93 | 25   | TOTAL      | NBA  | 54  | 5   | 13.2 | 1.9 | 4.1  | .475 | 0.0 | 0.0 | .000 | 0.7 | 1.1 | .613 | 0.7   | 1.6    | 2.4 | 0.4  | 0.3 | 0.2 | 0.6 | 1.4 | 4.6  |
| 1992-93 | 25   | Charlotte  | NBA  | 19  | 5   | 7.5  | 1.0 | 2.4  | .422 | 0.0 | 0.0 |      | 0.3 | 0.4 | .625 | 0.3   | 1.4    | 1.6 | 0.4  | 0.0 | 0.2 | 0.2 | 1.1 | 2.3  |
| 1992-93 | 25   | Denver     | NBA  | 35  | 0   | 16.3 | 2.5 | 5.0  | .489 | 0.0 | 0.0 | .000 | 0.9 | 1.5 | .611 | 0.9   | 1.8    | 2.7 | 0.5  | 0.5 | 0.2 | 0.9 | 1.6 | 5.9  |
| 1993-94 | 26   | Denver     | NBA  | 74  | 2   | 11.9 | 1.6 | 3.1  | .500 | 0.0 | 0.0 |      | 1.0 | 1.4 | .683 | 0.8   | 1.9    | 2.7 | 0.5  | 0.3 | 0.2 | 0.6 | 1.2 | 4.1  |
| 1994-95 | 27   | Denver     | NBA  | 70  | 5   | 13.7 | 2.0 | 3.7  | .535 | 0.0 | 0.0 | .000 | 1.9 | 2.5 | .746 | 0.8   | 2.4    | 3.2 | 0.5  | 0.2 | 0.2 | 0.8 | 1.9 | 5.9  |
| 1995-96 | 28   | Denver     | NBA  | 71  | 4   | 14.7 | 1.8 | 3.8  | .474 | 0.0 | 0.0 |      | 1.2 | 1.6 | .765 | 1.2   | 1.9    | 3.1 | 0.3  | 0.3 | 0.2 | 0.7 | 1.9 | 4.8  |
| 1996-97 | 29   | Denver     | NBA  | 81  | 8   | 21.7 | 2.4 | 4.9  | .480 | 0.0 | 0.0 | .000 | 1.5 | 2.1 | .721 | 1.7   | 3.3    | 5.0 | 0.8  | 0.2 | 0.3 | 1.1 | 2.5 | 6.2  |
| 1997-98 | 30   | Minnesota  | NBA  | 57  | 2   | 20.0 | 2.2 | 4.3  | .516 | 0.0 | 0.0 | .000 | 1.6 | 2.3 | .697 | 1.8   | 3.0    | 4.8 | 0.6  | 0.3 | 0.3 | 0.8 | 2.2 | 6.1  |
| 1998-99 | 31   | Minnesota  | NBA  | 49  | 0   | 14.6 | 1.7 | 3.7  | .458 | 0.0 | 0.0 |      | 1.0 | 1.5 | .640 | 1.1   | 1.7    | 2.8 | 0.4  | 0.2 | 0.1 | 0.7 | 1.8 | 4.3  |
| 1999-00 | 32   | Minnesota  | NBA  | 56  | 0   | 6.6  | 0.8 | 1.7  | .433 | 0.0 | 0.0 |      | 0.6 | 1.0 | .589 | 0.6   | 1.2    | 1.8 | 0.2  | 0.1 | 0.1 | 0.4 | 1.0 | 2.1  |
| 2000-01 | 33   | Minnesota  | NBA  | 7   | 0   | 4.3  | 0.4 | 1.4  | .300 | 0.0 | 0.0 |      | 0.1 | 0.3 | .500 | 0.3   | 0.3    | 0.6 | 0.1  | 0.0 | 0.0 | 0.4 | 1.1 | 1.0  |
| Total   |      |            | NBA  | 687 | 60  | 15.2 | 2.1 | 4.3  | .480 | 0.0 | 0.0 | .000 | 1.2 | 1.7 | .691 | 1.1   | 2.2    | 3.3 | 0.6  | 0.2 | 0.2 | 0.8 | 1.8 | 5.3  |

### Playoffs
| Temp.   | Edad | Equipo    | Liga | P  | MIN | TCA | TC | 3PA | 3P | TLA | TL | R.OF. | REB | ASIS | ROB | TAP | PER | FP | PTS | %TC  | %3P | %FT   | MIN  | PTS | REB | AST |
| 1993-94 | 26   | Denver    | NBA  | 8  | 49  | 2   | 9  | 0   | 0  | 5   | 6  | 5     | 13  | 2    | 0   | 0   | 1   | 6  | 9   | .222 |     | .833  | 6.1  | 1.1 | 1.6 | 0.3 |
| 1994-95 | 27   | Denver    | NBA  | 3  | 44  | 9   | 14 | 0   | 0  | 2   | 6  | 3     | 7   | 1    | 0   | 2   | 4   | 12 | 20  | .643 |     | .333  | 14.7 | 6.7 | 2.3 | 0.3 |
| 1997-98 | 30   | Minnesota | NBA  | 5  | 113 | 12  | 28 | 0   | 0  | 12  | 16 | 10    | 22  | 2    | 0   | 1   | 4   | 18 | 36  | .429 |     | .750  | 22.6 | 7.2 | 4.4 | 0.4 |
| 1998-99 | 31   | Minnesota | NBA  | 4  | 18  | 0   | 0  | 0   | 0  | 4   | 4  | 0     | 2   | 0    | 0   | 0   | 1   | 4  | 4   |      |     | 1.000 | 4.5  | 1.0 | 0.5 | 0.0 |
| 1999-00 | 32   | Minnesota | NBA  | 1  | 2   | 0   | 0  | 0   | 0  | 0   | 0  | 0     | 0   | 0    | 0   | 0   | 0   | 0  | 0   |      |     |       | 2.0  | 0.0 | 0.0 | 0.0 |
| Total   |      |           | NBA  | 21 | 226 | 23  | 51 | 0   | 0  | 23  | 32 | 18    | 44  | 5    | 0   | 3   | 10  | 40 | 69  | .451 |     | .719  | 10.8 | 3.3 | 2.1 | 0.2 |

## Vida posterior
Desde 1996 compaginó su carrera como jugador de baloncesto con su afición a las competiciones de drag racing, dedicándose a ello a tiempo completo con su propia escudería desde 2001.
Hammonds también abrió un concesionario de automóviles en Darlington, Carolina del Sur.